# Северна Кореја на Светском првенству у атлетици на отвореном 2017.
Северна Кореја је учествовала на Светском првенству у атлетици на отвореном 2017. одржаном у Лондону од 4. до 13. августа осми пут. Репрезентацију Северне Кореје представљале су 3 такмичарке које су се такмичиле у маратону. ,
На овом првенству Северна Кореја није освојила ниједну медаљу али је њихова такмичарка остварили најбољи лични резултат сезоне.

## Учесници
Жене:
- Hye-Gyong Kim — Маратон
- Јо Ун Ок — Маратон
- Хје-Сонг Ким — Маратон

## Резултати

### Жене
| Атлетичарка   | Дисциплина | Лични рекорд | Квалификације      | Квалификације      | Полуфинале | Полуфинале | Финале      | Финале       | Детаљи |
| Атлетичарка   | Дисциплина | Лични рекорд | Резултат           | Место              | Резултат   | Место      | Резултат    | Место        | Детаљи |
| ------------- | ---------- | ------------ | ------------------ | ------------------ | ---------- | ---------- | ----------- | ------------ | ------ |
| Hye-Gyong Kim | Маратон    | 2:27:05      |                    |                    |            |            | 2:30:29 ЛРС | 15 / 78 (92) |        |
| Јо Ун Ок      | Маратон    | 2:29:22      | 2:36:46            | 29 / 78 (92)       |            |            |             |              |        |
| Хје-Сонг Ким  | Маратон    | 2:27:58      | Није завршила трку | Није завршила трку |            |            |             |              |        |